# Тиберий Юлий Фест
Тиберий Юлий Фест (на латински: Tiberius Iulius Festus) e политик и сенатор на Римската империя през 3 век.
През 227 – 228/229 г. той е управител на провинция Долна Мизия.